# Lugnås
Lugnås è un'area urbana della Svezia situata nel comune di Mariestad, contea di Västra Götaland.
La popolazione rilevata nel censimento 2010 era di 653 abitanti .